# Луарка
Луарка (исп. Luarca, астур. Ḷḷuarca) — город в Испании, столица муниципалитета Вальдес, входящий в состав района (комарки) Эо-Навия провинции Астурия. Родина лауреата Нобелевской премии Северо Очоа.

## Расположение
Город располагается на побережье Бискайского залива. Расстояние до Овьедо — 90 км.

## Экономика
Большинство населения занято в рыболовстве и сельском хозяйстве. В городе располагается штаб-квартира компании ALSA — международного пассажирского автотранспортного оператора.

## Фотографии

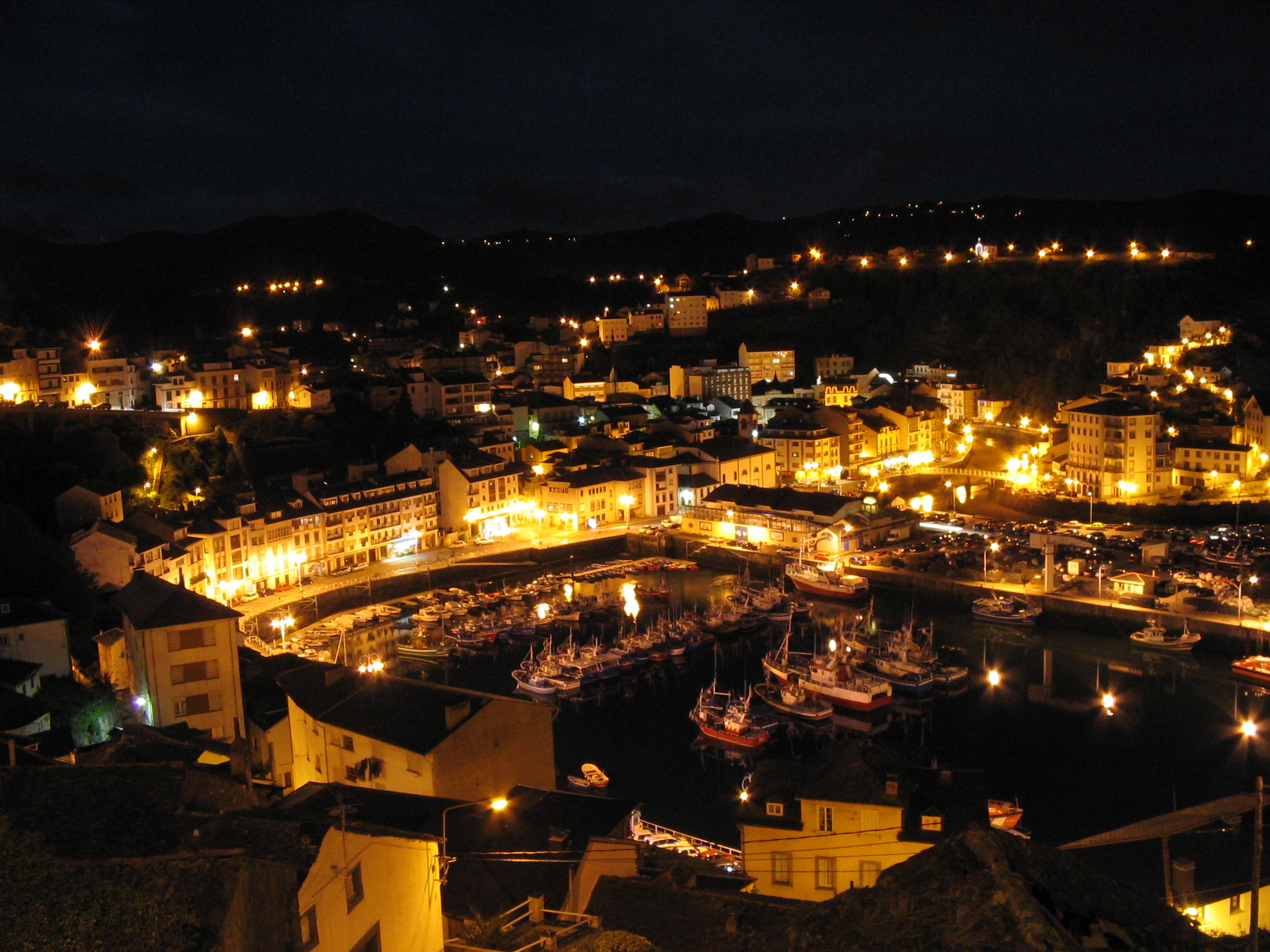

## Население
| Год  | Численность | Численность |
| ---- | ----------- | ----------- |
| 2021 | 4670        | [ 2 ]       |
| 2022 | 4627        |             |